# 城东街道 (东阳市)
城东街道，中国浙江省金华市东阳市下辖的一个街道。

## 辖区
该街道辖有：	李宅社区、徐田村、奎吾堂村、堂鹤村、东安村、东光村、塘西村、湖店村、东锋村、东兴村、斯村村、东升村、和堂村、东联村、雅溪村、东屏村、寀卢村、五四村、单良村。
1. ↑  .   [2020-09-28]. （原始内容存档于2021-04-28） （中文（中国大陆））.